# Nieuwland en Noordland
Het waterschap Polder het Nieuwland en Noordland was een waterschap in de gemeente 's-Gravenzande in de Nederlandse provincie Zuid-Holland.
Het waterschap was in 1952 ontstaan uit de samenvoeging van:
- Polder het Nieuwland
- Polder het Noordland

Het waterschap was verantwoordelijk voor de waterhuishouding in de polders.
Het poldergebied is grotendeels bebouwd met kassen. In het zuiden grenst de polder aan de Buiten-Nieuwlandsepolder.

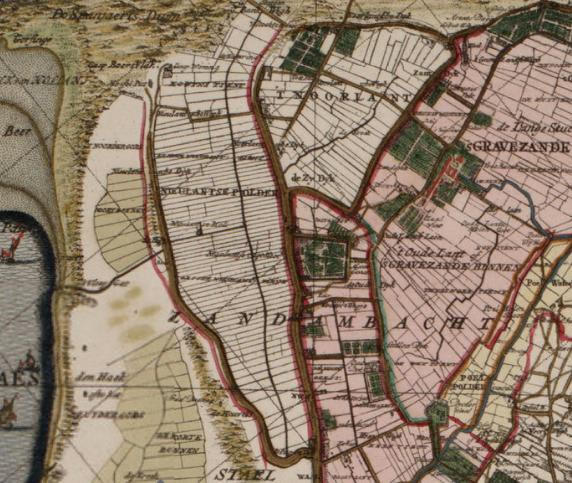
Kaart 1712